# Jonas Eduardo Américo
Jonas Eduardo Américo, ismertebb nevén: Edu (Rio de Janeiro, 1949. augusztus 6. –) világbajnok brazil válogatott labdarúgó.
A brazil válogatott tagjaként részt vett az 1966-os, 1970-es és az 1974-es világbajnokságon.

## Sikerei, díjai
Santos
- Paulista bajnok (4): 1967, 1968, 1969, 1973
- Torneio Rio-São Paulo (1): 1966
- Torneo Roberto Gomes Pedrosa (1): 1968
- Interkontinentális bajnokok szuperkupája (1): 1968

Nacional
- Amazonense bajnok (2): 1984, 1985

Brazília
- Világbajnok (1): 1970

Egyéni
- Bola de Prata (1): 1971

## Magyarországon
Edu nagyon jó kapcsolatot ápol a nyíregyházi Révész Bálinttal. Néhány alkalommal ellátogatott a nyíregyházi foci kedvelőihez is.